# Tilman Rammstedt
Tilman Rammstedt (Bielefeld, 1975. május 2. –) német író és zenész. 2008-ban az Ingeborg Bachmann-díjjal tüntették ki.

## Életrajzi adatok
Otthein Rammstedt szociológus fia. Filozófiát és irodalomtörténetet tanult Tübingenben, Berlinben és Edinburghben. A kölni DuMont kiadó gondozásában jelentek meg regényei és elbeszélései.
A Fön nevű zenekarban zenél, melynek csak egyetlen zenész tagja van. A Visch & Ferse felolvasó színház állandó résztvevője. Berlinben él.

## Írásai
- Eine Froschkönigin, Berlin, 1999
- Erledigungen vor der Feier (elbeszélések), DuMont kiadó, Köln, 2003
- Wir bleiben in der Nähe, DuMont, Köln, 2005
- Der Kaiser von China, regény, DuMont, Köln, 2008
- Die Abenteuer meines ehemaligen Bankberaters, regény, DuMont Kiadó, Köln, 2012
- Morgen mehr, regény, Carl Hanser Verlag, München, 2016

## AFönnel jelent meg
- Mein Leben als Fön, Piper, München, 2004. (K. L. McCoy álnéven írta)
- Wir haben Zeit (2004. Audio-CD, Traumton (Indigo)

## Egyéb írások
- L., die Jahreszeiten und ich auch, In: Bella triste, Nr. 01, Hildesheim, 2001
- Wurmlöcher, (elbeszélés), In: Borders. Scritture Giovani, Corraini, Mantua 2003. S. 135.
- 15 Jahre deutsche Einheit. Daniela Danz-cal váltott levelek. Kölner Stadt-Anzeiger, 2005
- Eine für alle Seiten zufrieden stellende Lösung, (interjú), In: Bella triste, Nr. 22, Hildesheim, 2008
- Zu Goethes Maifest. Ein Dialog. In: Hans-Gerd Koch (Hrsg.): Sturm und Drang – Eine Epoche und ihr Lebensgefühl im Blick junger Autoren, Düsseldorf, 2009
- Frischs Montauk? Eitles Geraune. In: Weg damit – Der Literaturkanon, Die Zeit, 20. Mai 2010, Seite 8.

## Magyarul
- A közelben maradunk; ford. Győri Hanna; JAK–L'Harmattan, Bp., 2008 (JAK világirodalmi sorozat) ISBN 978963236010 2

## Kitüntetések
2001 óta számos díjban részesült, többek között megkapta az Ingeborg Bachmann-díjat (2008) és az Annette von Droste-Hülshoff-díjat is (2008).

## Fordítás
- Ez a szócikk részben vagy egészben  a   Tilman Rammstedt című német Wikipédia-szócikk fordításán alapul.  Az eredeti cikk szerkesztőit annak laptörténete sorolja fel. Ez a jelzés csupán a megfogalmazás eredetét és a szerzői jogokat jelzi, nem szolgál a cikkben szereplő információk forrásmegjelöléseként.